# Gelosia retroattiva
(Oscar Wilde)

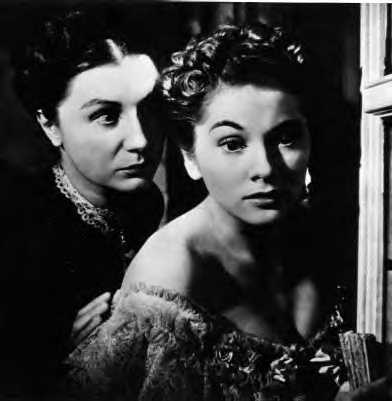
Scena dal film Rebecca - La prima moglie

Con gelosia retroattiva, chiamata anche sindrome di Rebecca, si intende una gelosia che riguarda il passato sentimentale e sessuale del proprio partner e delle storie avute in precedenza. Chi soffre di gelosia retroattiva si ritrova spesso ad immaginare situazioni (sessuali e non) che il/la partner potrebbe aver vissuto con altre persone in precedenza.
Questa gelosia prende anche il nome di sindrome di Rebecca, nome ispirato dal film di Alfred Hitchcock Rebecca - La prima moglie, ispirato all'omonimo romanzo di Daphne du Maurier.

## Descrizione
La gelosia retroattiva è un tipo di gelosia che riguarda il passato, amoroso e sessuale, del proprio partner. Esso è un sentimento capace di insediarsi nella mente del soggetto, generando stati d'animo quali l'ansia, la rabbia, la depressione, e (talvolta) anche un'ossessione per il tradimento.
Solitamente vengono indicate due cause che riguardano la gelosia retroattiva. La prima riguarda l'insicurezza, l'idea di non essere all'altezza delle vecchie storie del partner; la seconda riguarda il possesso. Ma il problema è infinitamente più complesso e chiama in causa modelli culturali, storici e di percezione del mondo. A grandi linee la gelosia retroattiva femminile sembra differenziarsi rispetto a quella maschile proprio per l'approccio alla relazione: nelle donne è maggiormente riscontrabile l'insicurezza di non essere la "migliore" rispetto alle precedenti relazioni. Negli uomini è al contrario molto più sviluppata la repulsione rispetto al mancato "possesso" totale della partner.
Nonostante sia diffusa l'opinione che si tratti di una patologia, allo stato attuale nessuno lo ha dimostrato per la generalità dei casi. Esistono infatti gelosi retroattivi che non manifestano ossessioni tali da trascendere rispetto al comportamento comune. In molte persone infatti la gelosia retroattiva appare esclusivamente come una forma di repulsione istintiva verso un partner che abbia avuto precedenti esperienze, senza ulteriori complicazioni. In questi casi non è diversa da una qualsiasi altra "preferenza" o "orientamento" sessuale.